# 라이브 공식 22-1
라이브 공식 22-1은 2009년 12월 25일 대한민국 멜론악스에서 열린 가수 윤하의 데뷔 첫 정규 콘서트이다. 티켓 오픈 3일만에 2500석 전체가 매진되었다. 공연에서는 한국에서 발표한 앨범의 타이틀 곡 및 주요 인기곡들과 더불어 일본에서 활동했던 곡 タッチ, 토이의 정규 6집에 객원보컬로 참여한 곡 "오늘 서울은 하루종일 맑음" 등을 선보였다. 특히 현진영의 곡 "흐린 기억 속의 그대"와 "タッチ"를 댄스 안무와 함께 공연하기도 했다.

## 셋리스트
1. Delete
2. Hero
3. Someday
4. 혜성
5. 좋아해
6. Peace, Love and Ice cream
7. 빗소리
8. LaLaLa
9. Audition (Time 2 Rock)
10. 오늘 헤어졌어요
11. 오늘 서울은 하루종일 맑음
12. 흐린 기억 속의 그대
13. タッチ
14. 기다리다 - 미워하다 - 사랑하다
15. 고백하기 좋은 날
16. 1,2,3
17. Gossip Boy
18. 텔레파시
19. My song and... (Korean Ver.)

### 앙코르
1. All I want for Chirtmas is you
2. 울면 안돼
3. 비밀번호 486